# Aurèle Joliat
Temple de la renommée : 1947
Aurèle Émile Joliat, surnommé Little Giant ou Mighty Atom, (né le 29 août 1901 à Ottawa au Canada — mort le 2 juin 1986 dans la même ville) est un joueur professionnel canadien de hockey sur glace qui évoluait au poste d’ailier gauche. Il a joué l'intégralité de sa carrière professionnelle dans la Ligue nationale de hockey sous les couleurs des Canadiens de Montréal avec le numéro 4. Son frère aîné, René, a également joué au hockey pour les Canadiens, ne disputant qu’un seul match au cours de la 1924-1925.
Au cours de sa carrière, il remporte le trophée Hart du meilleur joueur de la ligue en 1934 et est, durant la quasi-totalité de sa carrière, associé à Howie Morenz. Ils remportent ensemble trois Coupes Stanley et Joliat devient, en 1936, le troisième joueur de l'histoire de la LNH à inscrire 250 buts en carrière après Morenz et Nels Stewart. Il met fin à sa carrière à l'issue de la saison 1937-1938 en tant que meilleur buteur de l'histoire des Canadiens. Ses 270 buts ne seront dépassés qu'en 1950-1951 par Maurice Richard.

## Biographie

### Ses débuts
Mesurant à peine 1,70 m pour 62 kg, Joliat commence sa carrière avec des équipes amateurs de l'Ontario d'abord à Ottawa en 1916-17 puis dans la ville d'Iroquois Falls, dans le Nord de l'Ontario en 1920. Ses droits sont vendus aux Canadiens de Montréal en 1922 en retour de Édouard « Newsy » Lalonde des Sheiks de Saskatoon de la Western Canada Hockey League. Les partisans de Montréal sont contrariés de cet échange qui envoie leur joueur vedette dans une autre équipe.

### Les Canadiens de Montréal

#### Une première saison rassurante

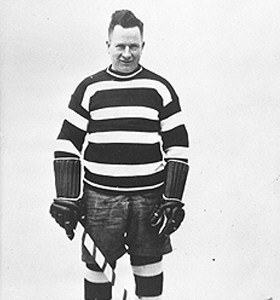
Cy Denneny, des Sénateurs d'Ottawa.

Joliat fait très vite ses preuves au sein de sa nouvelle équipe dont le nombre de buts inscrits est en baisse par rapport à la saison précédente. Ainsi, il inscrit lors de sa première saison un total de treize buts en vingt-quatre rencontres. Il est alors le troisième meilleur pointeur de l'équipe derrière Billy Boucher et Odie Cleghorn et à eux trois, ils inscrivent un tiers des buts de l'équipe. L'équipe termine la saison régulière à la deuxième place du classement, un point derrière les Sénateurs d'Ottawa. Ces derniers remportent le premier match sur un blanchissage de la part de leur gardien Clint Benedict. Au cours de ce match, le capitaine de l'équipe, Sprague Cleghorn et Billy Coutu récoltent un total de 29 minutes de pénalité en raison de leur jeu dur et l'entraîneur, directeur-général et propriétaire de l'équipe des Canadiens, Léo Dandurand, décide de suspendre ses deux joueurs pour le second match. Lors de ce match joué sur la glace d'Ottawa, Joliat et Boucher inscrivent chacun un but mais Cy Denneny leur répond pour une victoire 2-1 des Canadiens. Ce n'est pas suffisant pour la qualification et les Sénateurs remportent le trophée O'Brien de champions de la LNH ainsi que le ticket pour la finale de la Coupe Stanley.

#### La première Coupe Stanley en 1924
Au camp d'entraînement des Canadiens, début décembre 1923, un nouveau joueur ébahit l'ensemble de l'équipe : Howie Morenz. Ce dernier est aligné aux côtés de Boucher et de Joliat. Le trio finit aux trois premières places des meilleurs pointeurs de l'équipe avec Boucher avec vingt-deux points et Jolait deux points de moins. Morenz quant à lui totalise seize points. Le meilleur pointeur de la saison est Denneny, attaquant des Sénateurs, avec un total de vingt-trois ; les trois joueurs des Canadiens terminent pour leur part parmi les dix meilleurs pointeurs de la saison. D'un point de vue collectif, l'équipe termine la saison à la deuxième place du classement six points derrière les Sénateurs et se qualifie pour jouer le titre de meilleure équipe de la saison contre Ottawa, champions en titre de la LNH. Joliat inscrit un but et une passe décisive lors des deux matchs de la série, deux matchs remportés par Montréal
Le propriétaire des Canadiens, Léo Dandurand, ayant déclaré que son équipe était meilleure que les deux équipes de la Western Canada Hockey League et de l'Association de hockey de la Côte du Pacifique, souhaite que les deux autres équipes s'affrontent et que les Canadiens ne jouent que contre l'équipe gagnante. Cela ne convient pas au président de la PCHA, Frank Patrick, et les Canadiens doivent affronter les deux équipes afin de savoir qui gagnera la Coupe : les Tigers de Calgary et les Maroons de Vancouver. Après avoir battu les Tigers deux matchs à zéro, les Canadiens font face aux Maroons. Morenz inscrit un tour du chapeau lors du premier match et de la première victoire 6-1. Pour le second match, Georges Vézina arrête tous les tirs adverses alors que l'équipe remporte le match 3-0 avec un but de chaque joueur de la ligne de Morenz. Les Canadiens remportent la deuxième Coupe Stanley de leur histoire après celle de 1915-16, la première de la carrière de Joliat et de Morenz.

#### Morenz et Joliat, meilleurs pointeurs des Canadiens

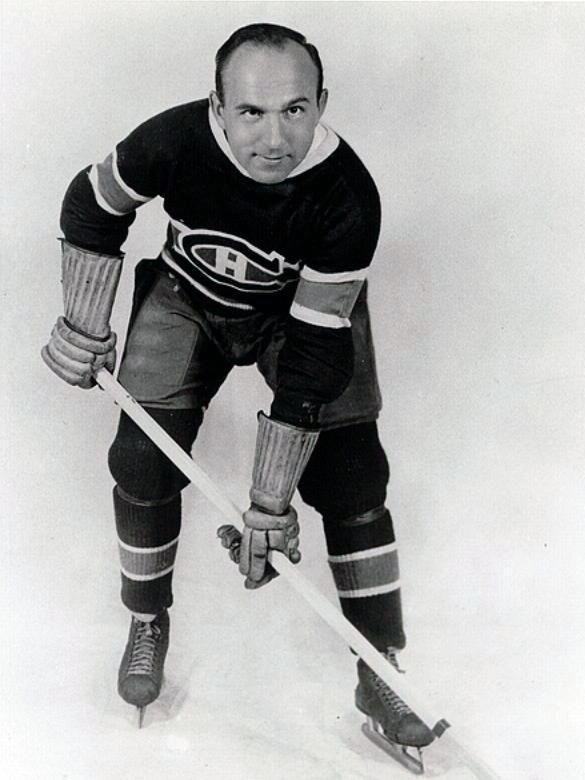
Howie Morenz, coéquipier et ami de Joliat pendant de nombreuses années.

Lors de la saison suivante, Joliat inscrit trente buts et onze aides pour un total de quarante-et-un points, le meilleur pointeur de l'équipe, deux points devant Morenz, les deux joueurs inscrivant cinquante-huit des quatre-vingt-treize buts de l'équipe. La ligne de Joliat finit juste derrière Cecil « Babe » Dye et Denneny du classement des meilleurs pointeurs. L'équipe partage une nouvelle salle, le Forum de Montréal, avec les Maroons, et se classe troisième de la saison régulière derrière les Tigers de Hamilton et les Saint-Patricks de Toronto.
Du fait de l'augmentation du nombre des équipes, le système des qualifications pour la finale de la Coupe Stanley change et donc les équipes classées deuxième et troisième jouent une première ronde avant de jouer la finale des séries de la LNH. Montréal remporte les deux matchs contre Toronto 3-2 puis 2-0 et se qualifie pour la finale contre les Tigers. Les joueurs de ces derniers en profitent pour réclamer une augmentation salariale pour les matchs des séries joués en supplément de la saison régulière. Les dirigeants de la LNH ne cèdent pas et excluent Hamilton de la compétition consacrant ainsi les Canadiens champions de la LNH. Ils retrouvent en finale de la Coupe Stanley les Cougars de Victoria de la WCHL. La série se joue au meilleur des cinq matchs en Colombie-Britannique. Montréal ne parvient à gagner que la troisième rencontre et est éliminée en quatre matchs.
En 1925-1926, Morenz et Joliat cumulent vingt-six points chacun pour les deux premières places des pointeurs de l'équipe, Morenz inscrivant six buts de plus que Joliat. Au classement général, Nels Stewart des Maroons termine à la première place avec quarante-deux points et Joliat se classe cinquième pointeur de la saison. D'un point de vue collectif, les Canadiens subissent la déroute en grande partie après avoir perdu leur gardien vedette, Vézina, qui s'effondre lors du premier match de la saison contre les Pirates de Pittsburgh. Les docteurs diagnostiquent alors une tuberculose dans un état avancé et Vézina meurt quatre mois plus tard. L'équipe termine à la dernière place de la LNH et manque les séries pour la première fois depuis quatre saisons.
Le nouveau gardien de l'équipe des Canadiens est George Hainsworth pour la saison 1925-1926 et Morenz avec vingt-cinq buts et trente-deux points est le troisième buteur de la LNH derrière Bill Cook — trente-trois buts et trente-sept points — alors que la production de Joliat chute à dix-huit points. Boucher quitte l'aventure des Canadiens en cours de la saison pour être prêté aux Bruins de Boston.
Les deux équipes du Forum se rencontrent en quarts de finale de la Coupe Stanley et avec vingt-huit buts de plus inscrits par les Canadiens lors de la saison régulière, ils sont favoris. La série en deux matchs tourne effectivement en faveur de l'équipe francophone malgré la résistance des Maroons : lors du premier match, les deux équipes se séparent sur le score d'un but partout. Lors du second match, les deux équipes sont également à égalité mais sans but concédé par Clint Benedict et par Hainsworth. C'est finalement Howie Morenz qui libère les deux équipes en inscrivant le but des Canadiens pour la victoire après douze minutes de prolongation. Plus de 11 000 personnes s'étaient déplacées au Forum pour assister à cette première confrontation entre les deux équipes lors de séries éliminatoires. Les Canadiens perdent au tour suivant contre les Sénateurs, futurs champions de la Coupe Stanley, 4-0 puis 1-1 alors que Morenz et Joliat sont tous les deux réduits au silence avec un seul but inscrit par chacun des joueurs.

#### La suite de sa carrière
Il joue avec les Canadiens jusqu'en 1938, remportant deux nouvelles Coupes Stanley. Il reçoit également à titre personnel le trophée Hart du meilleur joueur  de la LNH en 1934.

## Apparition surprise sur la glace du Forum lors du75eanniversairedes Canadiens de Montréal
Aurèle Joliat enfila l'uniforme des Canadiens pour la dernière fois le 12 janvier 1985 à l'âge de 83 ans. Il était membre de l'équipe de rêve et il marqua un but contre Jacques Plante. 
- Voir l'extrait vidéo tiré de Youtube.

## Statistiques
| Saison     | Équipe                       | Ligue      |     | Saison régulière | Saison régulière | Saison régulière | Saison régulière | Saison régulière |    | Séries éliminatoires | Séries éliminatoires | Séries éliminatoires | Séries éliminatoires | Séries éliminatoires |
| Saison     | Équipe                       | Ligue      | PJ  | B                | A                | Pts              | Pun              | PJ               | B  | A                    | Pts                  | Pun                  |                      |                      |
| 1916-1917  | New Edinburghs d'Ottawa      | OCHL       | 8   | 2                | 0                | 2                |                  | 2                | 0  | 0                    | 0                    |                      |                      |                      |
| 1917-1918  | Aberdeens d'Ottawa           | OCJHL      | 3   | 2                | 0                | 2                | 3                |                  |    |                      |                      |                      |                      |                      |
| 1918-1919  | New Edinburghs d'Ottawa      | OCHL       | 8   | 5                | 3                | 8                | 9                |                  |    |                      |                      |                      |                      |                      |
| 1919-1920  | New Edinburghs d'Ottawa      | OCHL       | 7   | 12               | 0                | 12               |                  |                  |    |                      |                      |                      |                      |                      |
| 1920-1921  | Papermakers d'Iroquois Falls | NOHA       |     |                  |                  |                  |                  |                  |    |                      |                      |                      |                      |                      |
| 1921-1922  | Flyers d'Iroquois Falls      | NOHA       |     |                  |                  |                  |                  |                  |    |                      |                      |                      |                      |                      |
| 1922-1923  | Canadiens de Montréal        | LNH        | 24  | 13               | 9                | 22               | 31               | 2                | 1  | 1                    | 2                    | 8                    |                      |                      |
| 1923-1924  | Canadiens de Montréal        | LNH        | 24  | 15               | 5                | 20               | 19               | 6                | 4  | 4                    | 8                    | 10                   |                      |                      |
| 1924-1925  | Canadiens de Montréal        | LNH        | 25  | 30               | 11               | 41               | 85               | 5                | 2  | 2                    | 4                    | 21                   |                      |                      |
| 1925-1926  | Canadiens de Montréal        | LNH        | 35  | 17               | 9                | 26               | 52               | --               | -- | --                   | --                   | --                   |                      |                      |
| 1926-1927  | Canadiens de Montréal        | LNH        | 43  | 14               | 4                | 18               | 79               | 4                | 1  | 0                    | 1                    | 10                   |                      |                      |
| 1927-1928  | Canadiens de Montréal        | LNH        | 44  | 28               | 11               | 39               | 105              | 2                | 0  | 0                    | 0                    | 4                    |                      |                      |
| 1928-1929  | Canadiens de Montréal        | LNH        | 44  | 12               | 5                | 17               | 59               | 3                | 1  | 1                    | 2                    | 10                   |                      |                      |
| 1929-1930  | Canadiens de Montréal        | LNH        | 42  | 19               | 12               | 31               | 40               | 6                | 0  | 2                    | 2                    | 6                    |                      |                      |
| 1930-1931  | Canadiens de Montréal        | LNH        | 43  | 13               | 22               | 35               | 73               | 10               | 0  | 4                    | 4                    | 12                   |                      |                      |
| 1931-1932  | Canadiens de Montréal        | LNH        | 48  | 15               | 24               | 39               | 46               | 4                |    | 0                    | 2                    | 4                    |                      |                      |
| 1932-1933  | Canadiens de Montréal        | LNH        | 48  | 18               | 21               | 39               | 53               | 2                | 2  | 1                    | 3                    | 2                    |                      |                      |
| 1933-1934  | Canadiens de Montréal        | LNH        | 48  | 22               | 15               | 37               | 27               | 3                | 0  | 1                    | 1                    | 0                    |                      |                      |
| 1934-1935  | Canadiens de Montréal        | LNH        | 48  | 17               | 12               | 29               | 18               | 2                | 1  | 0                    | 1                    | 0                    |                      |                      |
| 1935-1936  | Canadiens de Montréal        | LNH        | 48  | 15               | 8                | 23               | 16               | --               | -- | --                   | --                   | --                   |                      |                      |
| 1936-1937  | Canadiens de Montréal        | LNH        | 47  | 17               | 15               | 32               | 30               | 5                | 0  | 3                    | 3                    | 2                    |                      |                      |
| 1937-1938  | Canadiens de Montréal        | LNH        | 44  | 6                | 7                | 13               | 24               | --               | -- | --                   | --                   | --                   |                      |                      |
| Totaux LNH | Totaux LNH                   | Totaux LNH | 654 | 270              | 190              | 460              | 771              | 54               | 14 | 19                   | 33                   | 89                   |                      |                      |

## Honneurs et trophées
- Récipiendaire du trophée Hart en 1934